# Intervención de la UdelaR

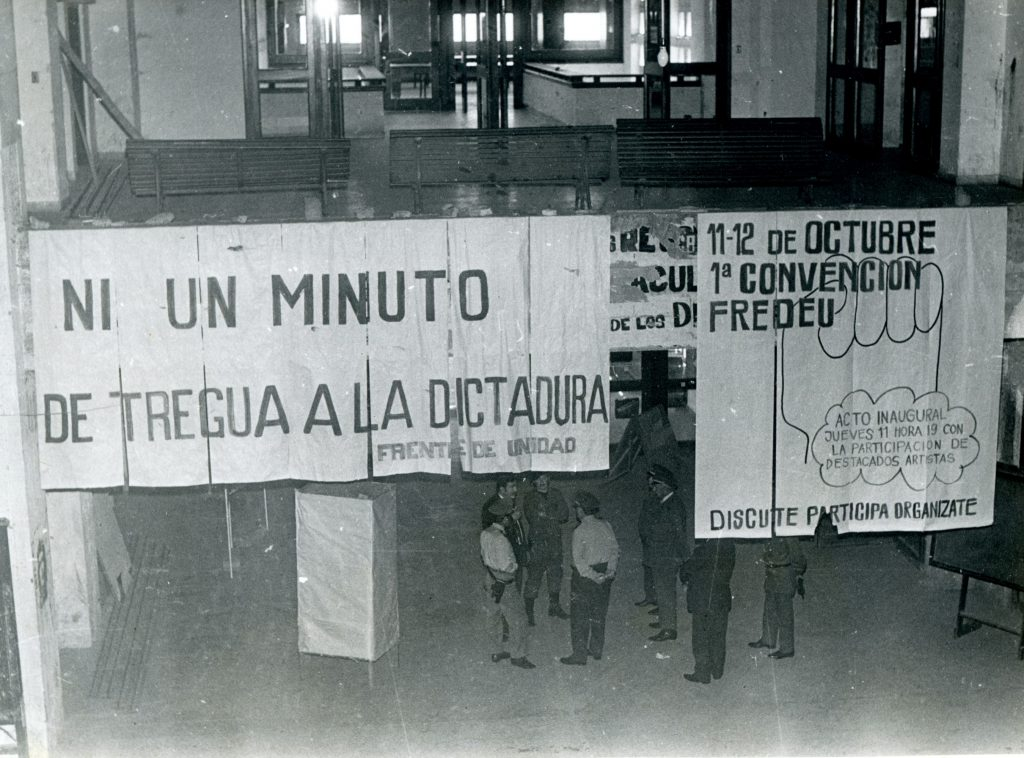
Miembros del ejército debajo de carteles de protesta durante la intervención de la UdelaR.

La Intervención de la Udelar hace referencia al hecho ocurrido en 1973, donde la Universidad de la República en Uruguay fue intervenida por el Poder Ejecutivo. La intervención ocurrió un día después de la explosión de una bomba que estaba siendo manipulada por un militante estudiantil que resultó muerto en la Facultad de Ingeniería, el 27 de octubre de 1973. Durante este hecho, las condiciones laborales del personal universitario se vieron afectadas y muchos de ellos sufrieron una pérdida salarial. En los primeros meses, se redujo el número de profesores y personal. 
Fue la primera vez que la Universidad de la República fue intervenida desde 1884, cuando el gobierno destituyó a sus autoridades.
La intervención duró aproximadamente 12 años hasta 1985, cuando se restableció la democracia en Uruguay.

## Historia
El 27 de octubre de 1973, una bomba estalló en el edificio de la Facultad de Ingeniería, resultando en la muerte de un militante estudiantil que la estaba manipulando. Al día siguiente, el Poder Ejecutivo intervino la Universidad de la República, poniendo fin a cuatro meses de incertidumbre que transcurrieron desde el golpe de Estado hasta la intervención de la universidad. Durante este breve período, se llevó a cabo un ciclo de conferencias y actividades culturales organizado por la universidad con el propósito de abordar la crisis del país, utilizando una colección de afiches realizada en la Escuela Nacional de Bellas Artes para convocar a dicho evento.
El 28 de octubre, se emitió el decreto 321/973, que estableció la intervención de la universidad, colocándola bajo la supervisión del Ministerio de Educación y Cultura. El decreto suspendió todas las actividades docentes y administrativas y ordenó el arresto de todos los miembros del Consejo Directivo Central. El Ministro de Cultura, Edmundo Narancio, fue designado como rector interventor.

## Consecuencias

### Autonomía
Durante la intervención, las autoridades designadas por el gobierno militar tomaron decisiones sobre el funcionamiento de la universidad, incluyendo el nombramiento de autoridades y el plan de estudios de las distintas facultades. Esto significó que la universidad perdió su capacidad de tomar decisiones autónomas respecto a su administración y programas académicos.

### Despidos de profesores y funcionarios
La intervención provocó el despido de muchos profesores y miembros del personal, lo que afectó a la calidad de la educación y la investigación en la universidad. Esto además provocó la emigración de muchos científicos e investigadores, que abandonaron el país debido a la situación política y a la falta de oportunidades para el desarrollo científico.

### Impacto en el sistema científico
La intervención tuvo un impacto negativo en el sistema científico uruguayo, ya que provocó el desmantelamiento del sistema y la pérdida de talento científico.

### Presupuesto educativo
Durante el período de intervención de la Universidad de la República entre 1973 y 1984, la matrícula estudiantil experimentó un aumento significativo. En las elecciones universitarias de septiembre de 1973, votaron alrededor de 22.233 estudiantes, mientras que once años después lo hicieron alrededor de 42.000. La matrícula aumentó de 26.280 en 1974 a más de 32.000 en 1977, y alcanzó un récord de 14.000 ingresos solo en 1984. Ante este aumento, las autoridades interventoras buscaron limitar el ingreso mediante la implementación de pruebas de admisión a partir de 1977, proceso que se generalizó en 1981.
A pesar de este crecimiento, los recursos presupuestarios asignados a la Universidad no se ajustaron al mismo ritmo, lo que resultó en un estancamiento material. En 1984, la Universidad invertía una cuarta parte por estudiante en comparación con 1972. Esto se debió, en parte, a la reducción del presupuesto nacional destinado a la institución, en línea con las políticas de contención del gasto público.
Además, la relación entre docentes y estudiantes se vio afectada en este período. En 1972, había una relación de 1 docente por cada 7 estudiantes, pero en 1985 esta relación se duplicó, llegando a ser de 1 docente por cada 17 estudiantes. Esto generó una carga de trabajo excesiva para los docentes, como se menciona en la revista Tribuna de Estudios Juveniles de 1986, donde se señalaba que algunos docentes tenían solo 14 minutos por semana para dedicar a cada estudiante.
En términos salariales, los docentes también experimentaron una pérdida significativa durante el período de intervención. Un informe realizado en 1985 reveló que, tomando en cuenta el sueldo básico, la capacidad de compra de los docentes universitarios era poco más de la mitad de la que tenían en 1973. Además, se perdieron otros beneficios sociales como el salario vacacional, seguro de salud y progresión de antigüedad en el cargo.
Este empeoramiento de la situación de los docentes se sumó a la ola de destituciones, privación de libertad y desmantelamiento de espacios académicos que afectaron a la comunidad universitaria durante más de una década de intervención.